# Jiyuan Yu
Jiyuan Yu (chinesisch 于济源; * 5. Juli 1964; † 3. November 2016) war ein chinesisch-amerikanischer Philosoph mit einem Schwerpunkt auf der Tugendethik und Philosophiehistoriker.
Nach Studien an der Shandong-Universität und der Renmin-Universität, China, der Scuola Normale Superiore di Pisa, Italien, und der University of Guelph, Kanada, war er von 1994 bis 1997 research fellow an der Universität Oxford. Von 1997 an war er bis zu seinem frühen Tod Professor für Philosophie an der State University of New York at Buffalo.
Yu arbeitete zur antiken griechischen Philosophie und zur antiken chinesischen Philosophie, insbesondere zum Konfuzianismus (Konfuzius, Mengzi, Xiong Shili), und zu deren Vergleich. Er gehörte unter anderem dem Herausgebergremium der chinesischen Gesamtübersetzung der Werke des Aristoteles an.

## Schriften (Auswahl)
Monographien
- The Ethics of Confucius and Aristotle: Mirrors of Virtues. Routledge, New York/London 2007.
- The Structure of Being in Aristotle’s Metaphysics. Kluwer, Dordrecht 2003

Herausgeberschaft
- mit Jorge Gracia: Rationality and Happiness: from the Ancients to the Early Medievals. University of Rochester Press, 2003.

Aufsätze
- The Practicality of Ancient Virtue Ethics: Greece and China, in: Michael Slote, Stephen Angle (Hrsg.), Confucianism and Virtue Ethics. Routledge, London 2013, 117–140.
- Living Well and Acting Well: An Ambiguity in Aristotle’s Theory of Happiness, in: Skepsis 29, 2008, 136–151.
- What is the Focal Meaning of Being in Aristotle?, in: Aperion. A Journal for Ancient Philosophy and Science XXXIV, 2001, 205–231.
- The Moral Self and the Perfect Self in Aristotle and Mencius, in: Journal of Chinese Philosophy 28, 2001, 235–256.
- The Language of Being: Between Aristotle and Chinese Philosophy, in: International Philosophical Quarterly 39, 1999, 439–454.
- Virtue: Aristotle and Confucius, in: Philosophy East and West 48, 1998, 323–347.
- Two Conceptions of Hylomorphism in Metaphysics ΖΗΘ, in: Oxford Studies in Ancient Philosophy XV, 1997, 119–145.

| Personendaten    | Personendaten                                   |
| ---------------- | ----------------------------------------------- |
| NAME             | Yu, Jiyuan                                      |
| KURZBESCHREIBUNG | chinesisch-amerikanischer Philosophiehistoriker |
| GEBURTSDATUM     | 5. Juli 1964                                    |
| STERBEDATUM      | 3. November 2016                                |